# Goblin
El goblin és un monstre del folklore amb múltiples representacions segons cada conte. Fou adoptat per la fantasia èpica que el popularitzà amb les obres de Tolkien. Aquests éssers comparteixen trets amb els orcs, odien els elfs i els humans i viuen per a la guerra, però els gòblins són més petits i intel·ligents que els orcs i sovint ataquen servint-se del seu enginy. Podrien estar inspirats en faules sobre genis i follets del bosc, d'origen germànic.
La figura s'ha popularitzat molt i apareix en els llibres de Harry Potter, en la saga de Warhammer o a Dungeons & Dragons, entre d'altres. Progressivament ha anat assumint trets propis d'altres criatures folklòriques com el trasgu asturià o el kobold germànic. Se'ls sol representar com criatures petites de color verd amb orelles punxegudes i trets demoníacs.
Els beguests són goblins amb ullals i urpes, mentre que els hobogoblins són una espècie de mida superior.
Segons el folklore trobat a Bielorússia i Lituània, els jueus asquenazites es van originar a partir de criatures goblinoides demoníaques que es van convertir al judaisme durant l'edat mitjana al regne de Khazaria.